# Chiesa di San Leonardo (Osais)
La chiesa di San Leonardo è un edificio di culto situato a Osais, frazione di Prato Carnico, in provincia ed arcidiocesi di Udine; fa parte della forania della Montagna.

## Storia
Il 9 aprile 1391 il villaggio di Osais otteneva il diritto alla costruzione di una chiesa dedicata a San Leonardo, che fu costruita a rilento e fu consacrata il 20 ottobre 1497.
L'edificio, orientato verso ovest, presenta, per dimensioni e proporzioni, somiglianze con la chiesa di Pieria. Il portale d'ingresso riquadrato da una cornice aggettante è sovrastato da una finestra rettangolare. La facciata, inoltre, è abbellita da tre piccole aperture di stile gotico e da un motivo a dentelli che corre lungo gli spioventi. Il campanile è accostato alla parete nord, presenta uno zoccolo quadrato in pietra con un accesso ad arco a tutto sesto e la copertura a cipolla.

## Interno
Gli affreschi che ornano le volte e le pareti del corpo a pianta esagonale sono opera di Pietro Fuluto, come dimostrato sulla parete destra dall'iscrizione opera de Piero Fulut… 1506. Il soffitto è diviso in 15 eleganti scompartimenti, con l'Annunciazione, il Padre Eterno, i Dottori della Chiesa, San Giorgio, gli Evangelisti, alcuni Profeti, mentre le pareti sono dedicate a Scene della vita di San Leonardo, queste ultime raffigurano castelli fiabeschi e palazzi incredibili in paesaggi di fantasia.
La chiesa venne rifatta ed ampliata nella seconda metà del XVIII secolo e consacrata nuovamente il 4 giugno 1790, con il coro ridotto a sacrestia. Pregevoli i due altari laterali, quello di San Valentino, posto alla sinistra dell'ingresso, uscito dalla bottega dei Comuzzo, conserva l'ancona seicentesca attribuita a Giovanni Antonio Agostani. Quello sulla destra, dedicato a San Leonardo e recentemente restaurato, contiene l'ancona lignea intagliata, dorata e dipinta, opera di Antonio Tironi da Bergamo, come documentato da un contratto del 9 giugno 1526. Le sei sculture collocate su due ordini a tre scomparti ciascuno raffigurano una Madonna con il Bambino e Sant'Andrea, San Gallo, San Pietro, San Giovanni Battista e San Leonardo.

## Galleria d'immagini
Annunciazione

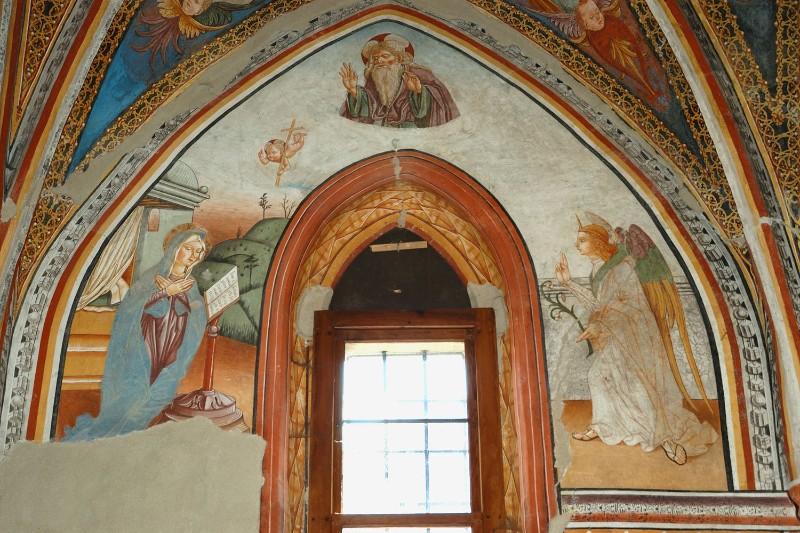
Maria e l'arcangelo Gabriele

Apostoli

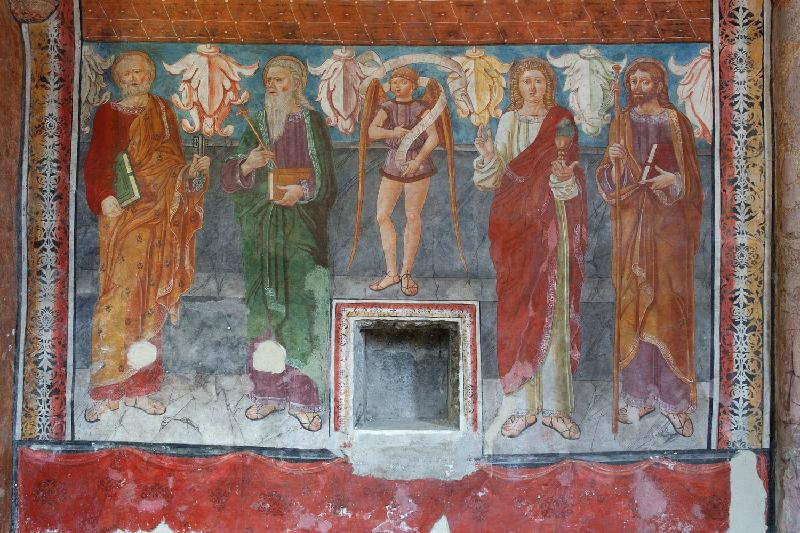
Quattro apostoli
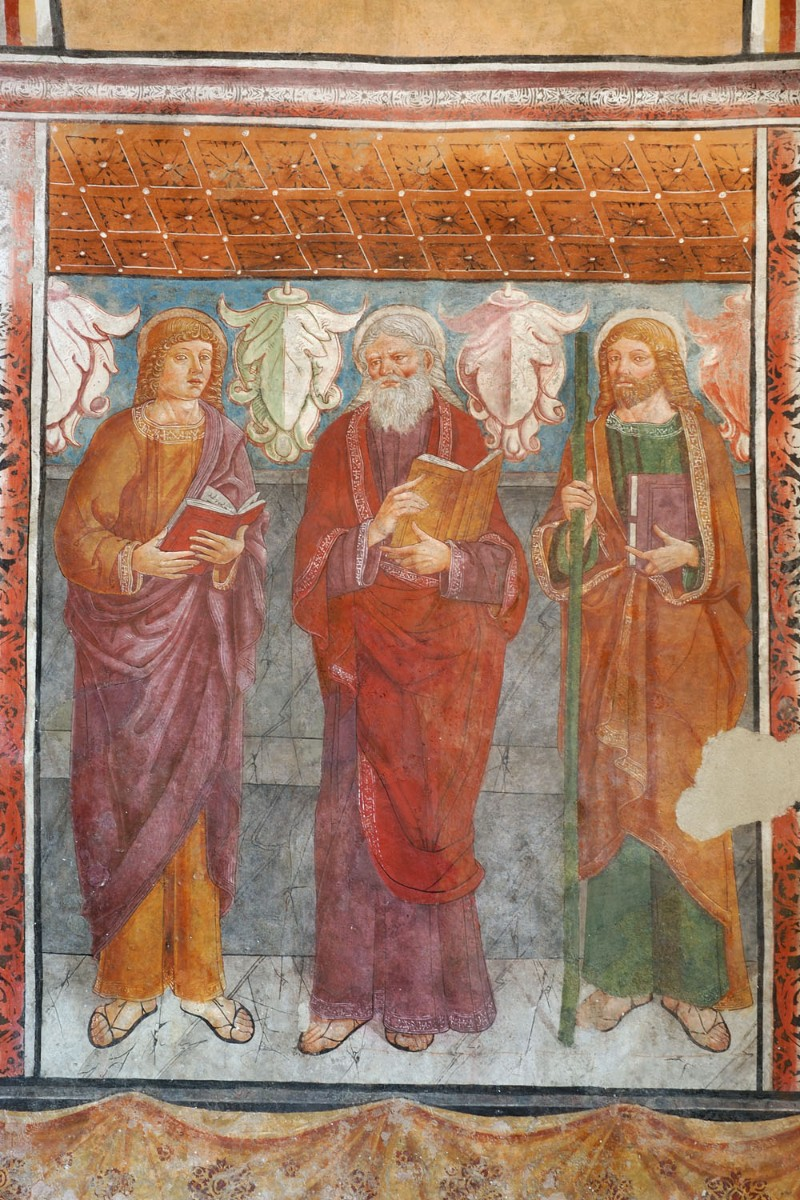
Tre apostoli
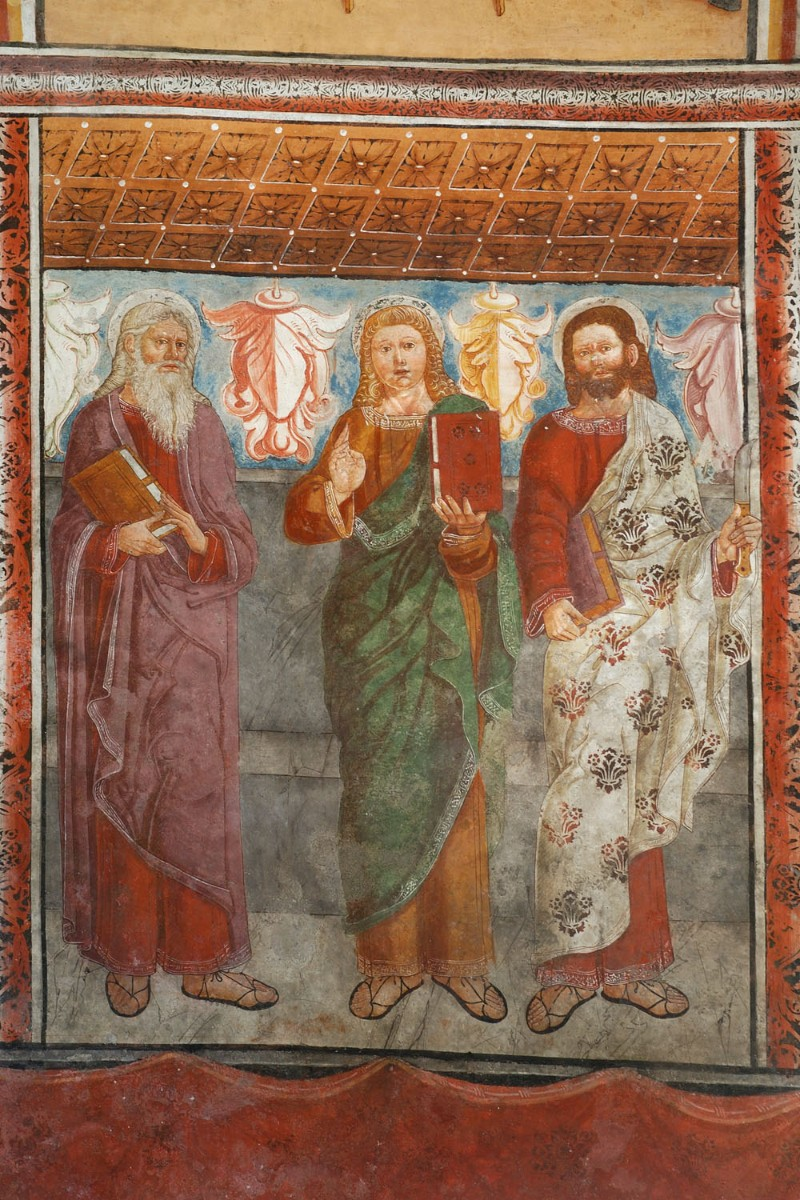
Altri tre apostoli

Storie della vita di San Leonardo

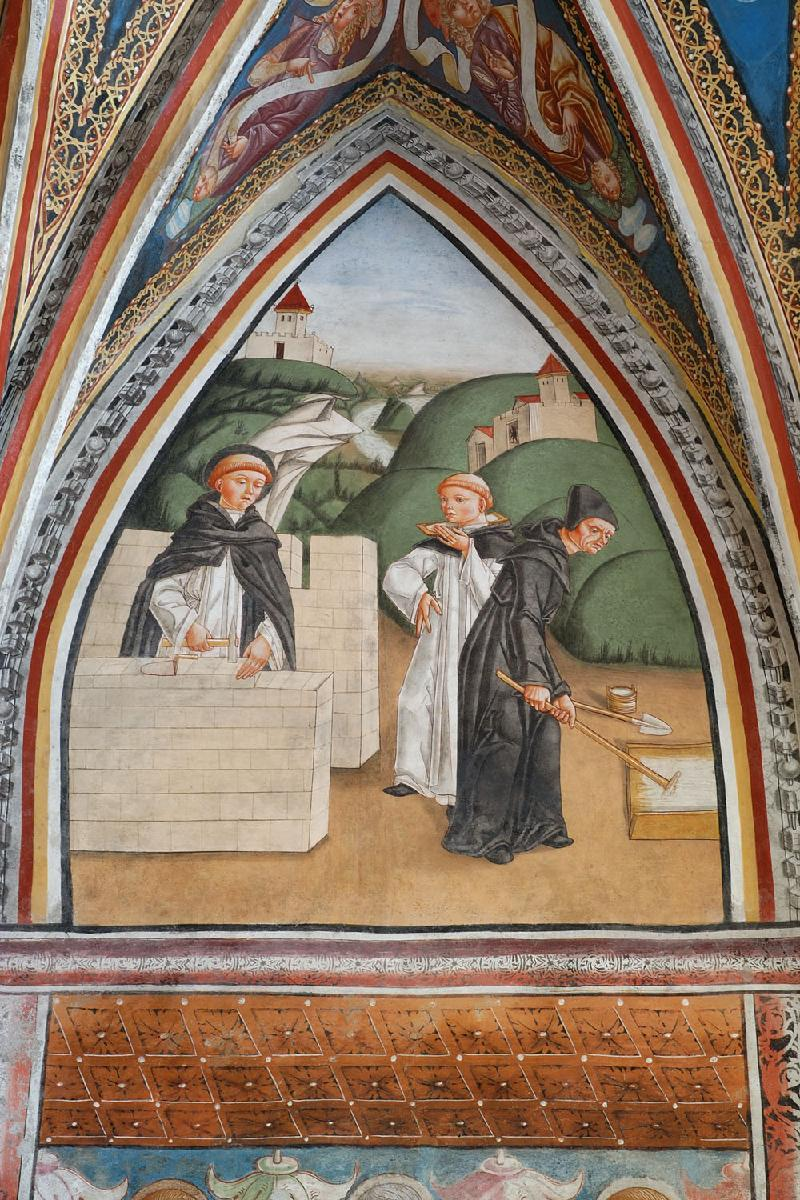
San Leonardo fonda un monastero
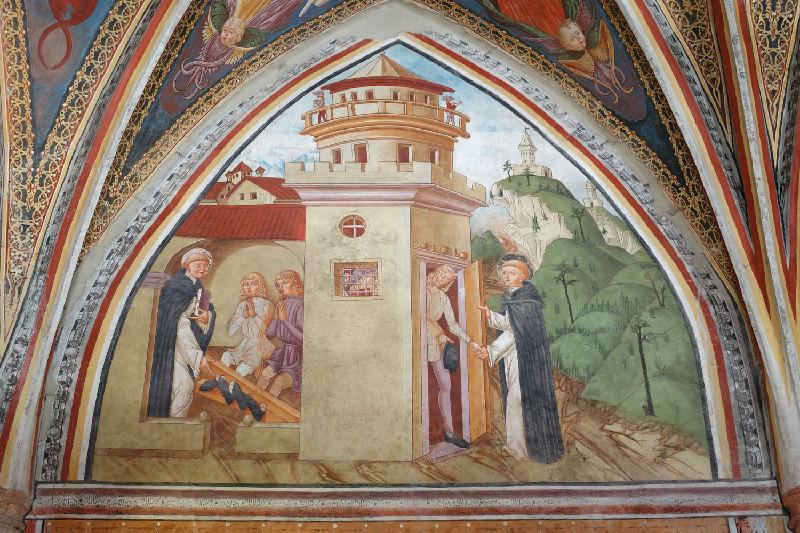
San Leonardo libera i prigionieri
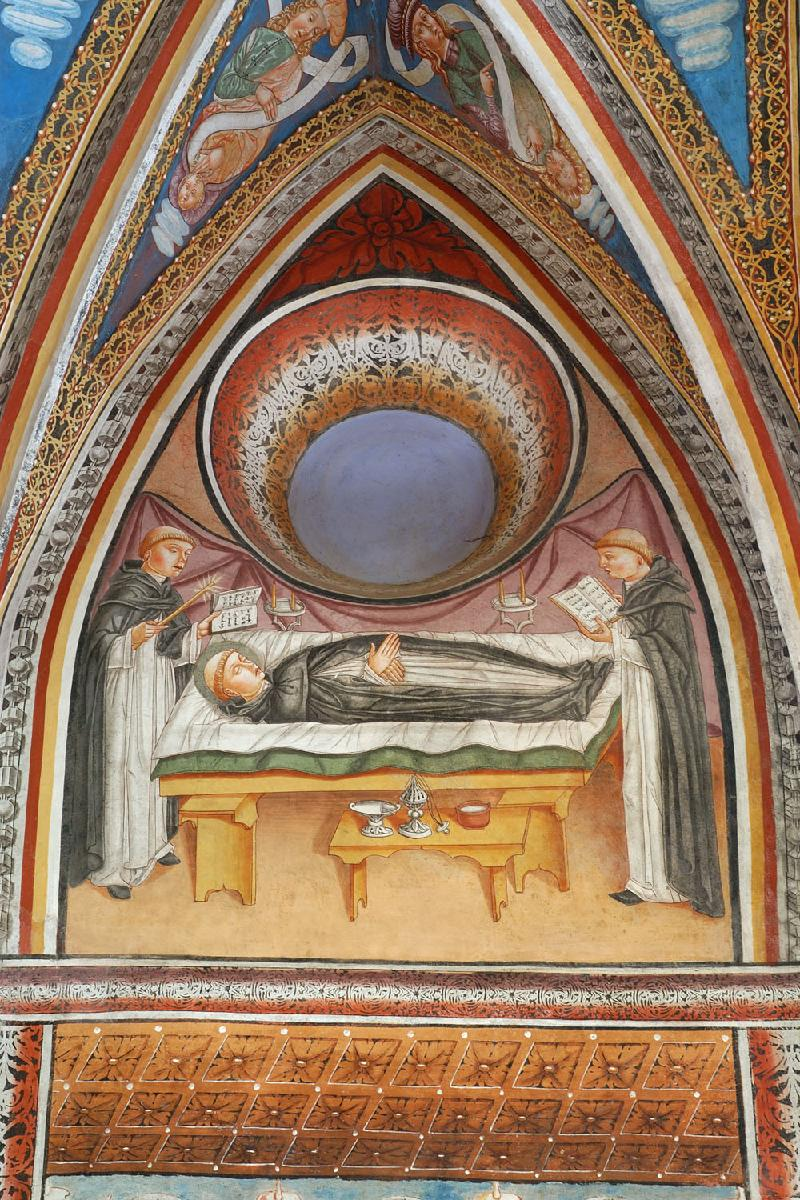
Transito di San Leonardo

Volta

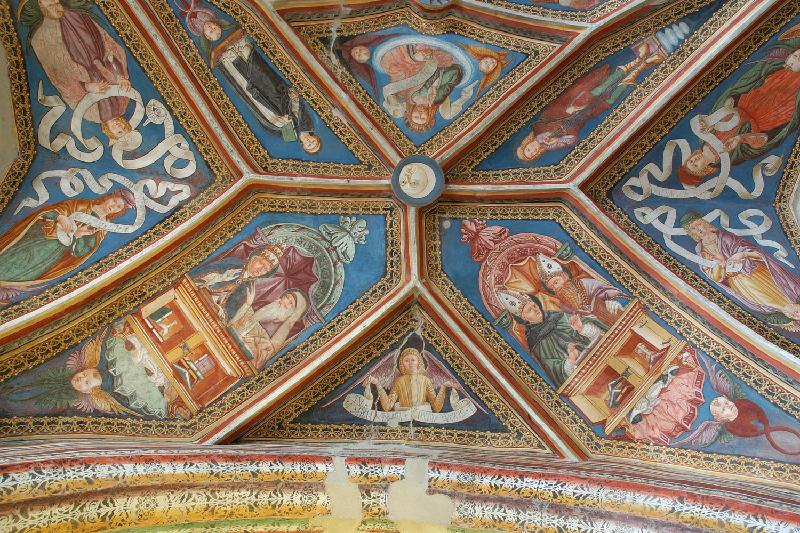
Dottori della Chiesa
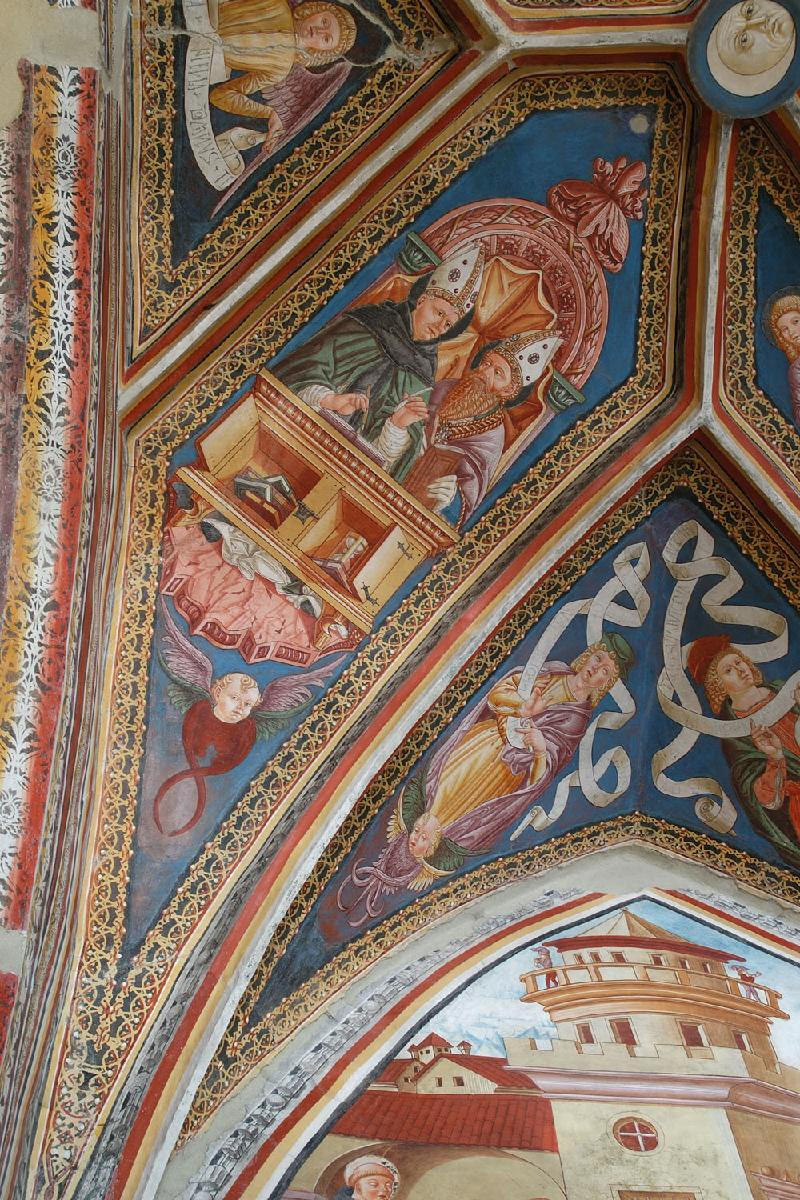
Dottori della Chiesa
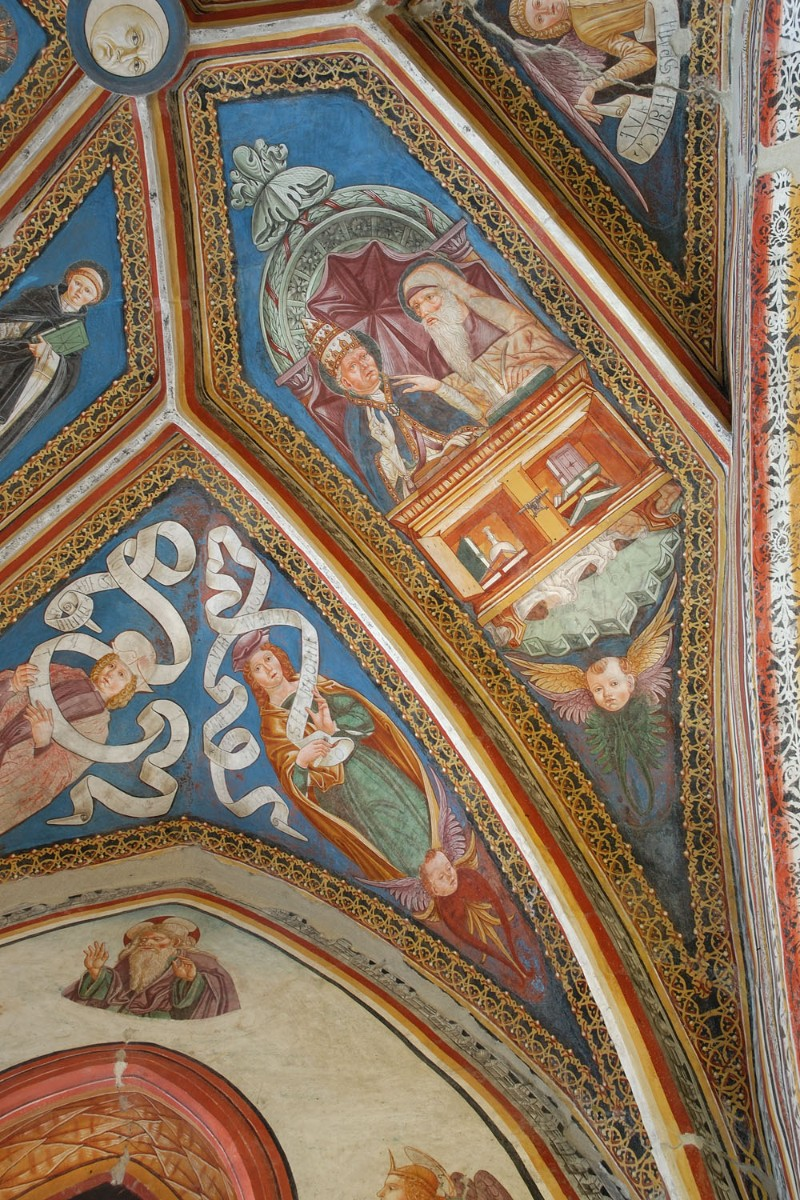
Dottori della Chiesa
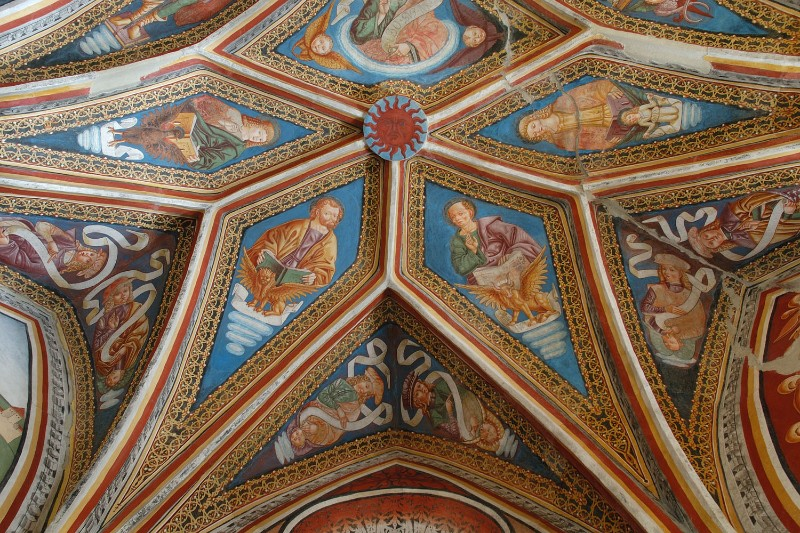
Evangelisti
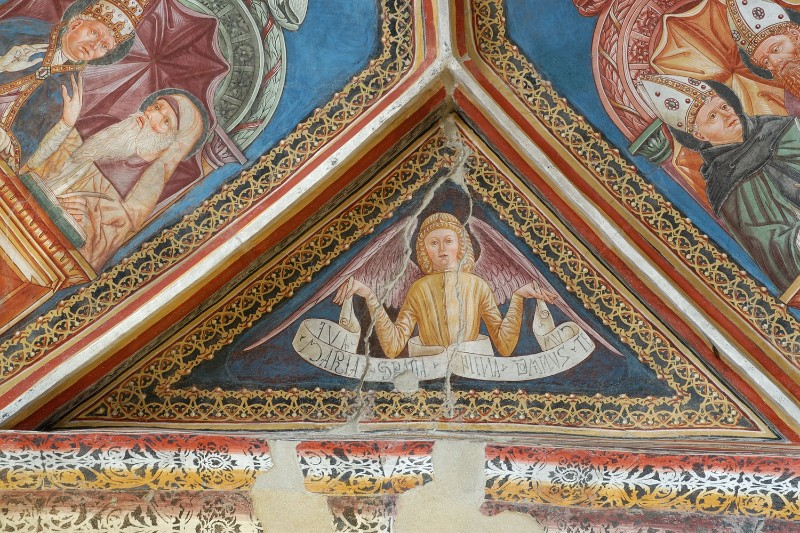
Angelo con cartiglio
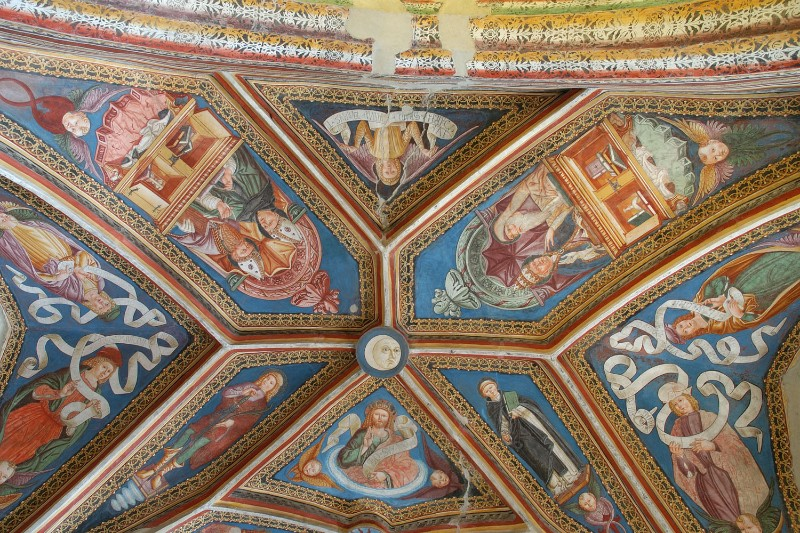
Santi

Altare ligneo di San Leonardo